# Юстина (императрица)
Юсти́на (лат. Iustina, Иусти́на; IV век — 388, Салоники) — вторая супруга императора Римской империи Валентиниана I; мать императора Валентиниана II и трёх дочерей: Галлы, Юсты и Граты.

## Биография
Дочь Юста, губернатора Пицена при Констанции II. У неё были братья Констанций и Цереал. Согласно Сократу Схоластику, Юст увидел во сне, будто он из правого бока родил императорскую порфиру. Он неосмотрительно поведал всем о своём удивительном сне, и вскоре вести дошли и до императора. Констанций решил, что от Юста родится будущий император, и приказал убить его.
Историк Тимоти Барнс предположил, что Юстина могла быть потомком Криспа по линии матери.

### Первый брак
Первым мужем Юстины был римский узурпатор Магн Магненций, правивший в 350—353 годах. Однако и в истории Зосимы, и во фрагментарной хронике монаха VII века Иоанна Антиохийского (ранее отождествлявшегося с Иоанном Седре, сирийским православным патриархом Антиохии в 641—648 годах) утверждается, что Юстина была слишком молода во время своего первого брака, чтобы иметь детей.

### Второй брак
По прошествии некоторого времени об осиротевшей Юстине узнала Севира, супруга императора Валентиниана. Они очень сблизились, и Юстина часто навещала императрицу при дворе. По версии Сократа Схоластика, именно Марина Севира свела Юстину с мужем-императором:

«Увидев Юстину, когда та мылась, Севира пленилась красотой девицы и сказала о ней царю, что девица, дочь Юста, дивно красива, и что сама она, хотя женщина, пленилась её благообразием. Царь скрыл в сердце слова жены и решился жениться на Юстине, не оставляя и Севиры, от которой родился у него Грациан, незадолго перед тем провозглашенный царем. Итак, Валентиниан издал закон и объявил по городам, что всякий, кому угодно, может иметь двух законных жён. Этот закон вышел прежде их брака».

Историки сомневаются в существовании закона Валентиниана о двоежёнстве. Историк Тимоти Барнс предполагает, что Сократ Схоластик трактовал в занимательном виде постановление Валентиниана по процедуре развода и последующего нового брака для подданных империи.
Иоанн из Никиу передал другую историю, в которой Валентиниан просто изгнал Марину Севиру из дворца и отправил в ссылку за недостойное поведение. Гнев императора вызвало то, что его жена купила некий сад за малую часть его истинной стоимости, поступив несправедливо с прежней владелицей сада.
Так или иначе, приблизительно в 370 году Юстина стала женой Валентиниана и мачехой Грациана. У Юстины и Валентиниана было четверо детей: сын Валентиниан II и дочери Галла, Юста и Грата. По словам Сократа, Грата и Юста остались незамужними. Они, вероятно, были ещё живы в 392 году, но впоследствии не упоминались в хрониках. Валентиниан I умер в 375 году.

### Вдовство
По сообщениям Аммиана Марцеллина, Зосимы и Филосторгия, овдовевшая Юстина жила около Сирмия. Во время правления Валентиниана II она переехала с ним в Милан и стала его регентом. Она была арианкой, хотя и не могла до смерти мужа открыто помогать единомышленникам. Она продолжала борьбу против Амвросия, лидера Никейской фракции в Италии.
В 383 году Грациан погиб, столкнувшись с серьёзным восстанием под руководством Магна Максима, который захватил большую часть Римской империи, включая Британию, Галлию, Испанию и Африканскую епархию. Валентиниан II и Феодосий I вынуждены были признать Магна в 384 году. Власть Валентиниана II фактически была ограничена Италией.
В 387 году перемирие между Валентинианом II и Максимом закончилось, когда тот отправился в военный поход на Милан. Юстина, Валентиниан и Галла бежали из своей столицы в Фессалоники к Феодосию. Феодосий был в то время вдовцом, его первая жена Элия Флацилла умерла в 385 или 386 году. Феодосий предоставил убежище беглецам. Согласно рассказу Зосимы, Юстина заставила свою дочь Галлу расплакаться перед Феодосием и призвать к состраданию. Галла была красавицей, и Феодосий попросил у Юстины руку её дочери. Юстина воспользовалась этим в своих интересах, поставив условие: Феодосию придётся напасть на Максима и вернуть Валентиниана II на трон. Феодосий согласился; брак, вероятно, состоялся в конце 387 года.
В июле-августе 388 года объединённые войска Феодосия I и Валентиниана II вторглись на территорию Максима; после ряда поражений он сдался, и был казнён 28 августа того же года. Его сын и номинальный соправитель Флавий Виктор также был казнён. Условие Юстины было выполнено, однако, поскольку она умерла в том же году, неизвестно, увидела ли она результат своих стараний.